# Ґузлін
Ґузлін (пол. Guźlin) — село в Польщі, у гміні Бжешць-Куявський Влоцлавського повіту Куявсько-Поморського воєводства.
Населення — 402 особи (2011).
У 1975-1998 роках село належало до Влоцлавського воєводства.

## Демографія
Демографічна структура станом на 31 березня 2011 року:
|          | Загалом | Допрацездатний вік | Працездатний вік | Постпрацездатний вік |
| -------- | ------- | ------------------ | ---------------- | -------------------- |
| Чоловіки | 211     | 41                 | 144              | 26                   |
| Жінки    | 191     | 36                 | 108              | 47                   |
| Разом    | 402     | 77                 | 252              | 73                   |